# Папарде Леонід Андрійович
Леонід Андрійович Папарде (Карл Рудольфович Мішке) (13 лютого 1893, Пальтемальська волость Ризького повіту Ліфляндської губернії, тепер Латвія — розстріляний 29 серпня 1938, місто Москва, тепер Російська Федерація) — радянський державний і партійний діяч, відповідальний секретар Ойратського (Горно-Алтайського) обласного комітету РКП(б). Член Комісії партійного контролю при ЦК ВКП(б) у 1934—1938 роках.

## Життєпис
Народився в родині кравця. З 1904 по 1906 рік навчався в Пальтемальському волосному училищі Ризького повіту. У 1909 році закінчив Зегевольдську церковноприходську школу Ризького повіту.
З жовтня 1910 по серпень 1914 року — учень Вольмарської учительської семінарії Ліфляндської губернії.
Член РСДРП(б) з квітня 1911 року.
У вересні 1914 — червні 1915 року — вчитель і завідувач Зельбурзького волосного училища Фрідріхштадтського повіту Курляндської губернії.
У липні 1915 — серпні 1916 року — вихователь дитячого притулку в місті Вольмарі Ліфляндської губернії.
У вересні 1916 — червні 1917 року — вчитель Тальменської сільської школи  Єнісейської губернії.
У червні 1917 — травні 1918 року — член редакційної колегії «Рабоче-крестьянской газеты» міста Красноярська, голова латишської секції губернської ради в Красноярську.
З червня по серпень 1918 року — організатор червоногвардійських загонів у Красноярську і на станції Клюквенна Красноярської залізниці.
З серпня 1918 по грудень 1919 року перебував на підпільній більшовицькій роботі в тилу військ адмірала Колчака в селі Степной Баджей Красноярського повіту, містах Маріїнськ, Зміїногорськ, Барнаул Томської губернії.
У грудні 1919 — серпні 1920 року — завідувач відділу пропаганди і агітації та член Алтайського губернського революційного комітету, завідувач відділу Барнаульського повітового відділу народної освіти. У вересні 1920 — вересні 1921 року — завідувач Барнаульського повітового відділу народної освіти.
У жовтні 1921 — вересні 1922 року — відповідальний секретар Ойратського повітового комітету РКП(б) Алтайської губернії.
У жовтні 1922 — серпні 1924 року — завідувач агітаційно-пропагандистського відділу Алтайського губернського комітету РКП(б).
У вересні 1924 — вересні (офіційно, грудні) 1928 року — відповідальний секретар Ойратського обласного комітету РКП(б) (ВКП(б)). У вересні 1928 року відкликаний «для тривалого лікування підірваного громадянською війною здоров'я».
У січні — вересні 1929 року — заступник завідувача організаційно-розподільного відділу Сибірського крайового комітету ВКП(б). У вересні 1929 — жовтні 1930 року — завідувач відділу кадрів, завідувач агітаційно-масового відділу Сибірського (Західно-Сибірського) крайового комітету ВКП(б).
У жовтні 1930 — січні 1932 року — 3-й секретар Західно-Сибірського крайового комітету ВКП(б).
У січні 1932 — лютому 1934 року — голова Західно-Сибірської крайової контрольної комісії ВКП(б) — робітничо-селянської інспекції.
У лютому 1934 — квітні 1935 року — уповноважений Комісії партійного контролю при ЦК ВКП(б) по Свердловській області.
У квітні 1935 — січні 1938 року — уповноважений та секретар партійної колегії Комісії партійного контролю при ЦК ВКП(б) по Західній (Смоленській) області.
15 січня 1938 року виключений із членів ВКП(б). У січні 1938 року заарештований органами НКВС. Засуджений Воєнною колегією Верховного суду СРСР 29 серпня 1938 року до страти, розстріляний того ж дня.
У жовтні 1956 року посмертно реабілітований.

## Нагороди
- орден Трудового Червоного Прапора